# Distretto di Dhankuta
Il distretto di Dhankuta è uno dei 77 distretti del Nepal, in seguito alla riforma costituzionale del 2015 fa parte della provincia di Koshi. Il capoluogo è la città di Dhankuta.
Geograficamente il distretto appartiene alla zona collinare delle Mahabharat Lekh.
Il principale gruppo etnico presente nel distretto sono i Rai.

## Municipalità
Il distretto è diviso in sette municipalità, tre sono urbane e quattro rurali. 
| No. | Tipo      | Nome                        | Nepali         | Abitanti (2011) | Superficie |
| --- | --------- | --------------------------- | -------------- | --------------- | ---------- |
| 1   | Urban     | Dhankuta                    | धनकुटा           | 36 619          | 111        |
| 2   | Urban     | Pakhribas                   | पाख्रीबास          | 22 078          | 144.29     |
| 3   | Urban     | Mahalaxmi                   | महालक्ष्मी         | 24 800          | 129        |
| 4   | Rural     | Sangurigadhi                | सागुरीगढी          | 21 536          | 147.6      |
| 5   | Rural     | Chaubise                    | चौविसे            | 19 283          | 147.6      |
| 6   | Rural     | Khalsa Chhintang Sahidbhumi | खाल्सा छिन्ताङ सहीदभूमि | 18 760          | 99.55      |
| 7   | Rural     | Chhathar Jorpati            | छथर जोरपाटी       | 18 322          | 102.83     |
|     | Distretto | Dhankuta                    | धनकुटा           | 163 412         | 892        |